# Soisy-sous-Montmorency
Soisy-sous-Montmorency is een gemeente in het Franse departement Val-d'Oise (regio Île-de-France) en telt 16.802 inwoners (1999). De plaats maakt deel uit van het arrondissement Sarcelles.

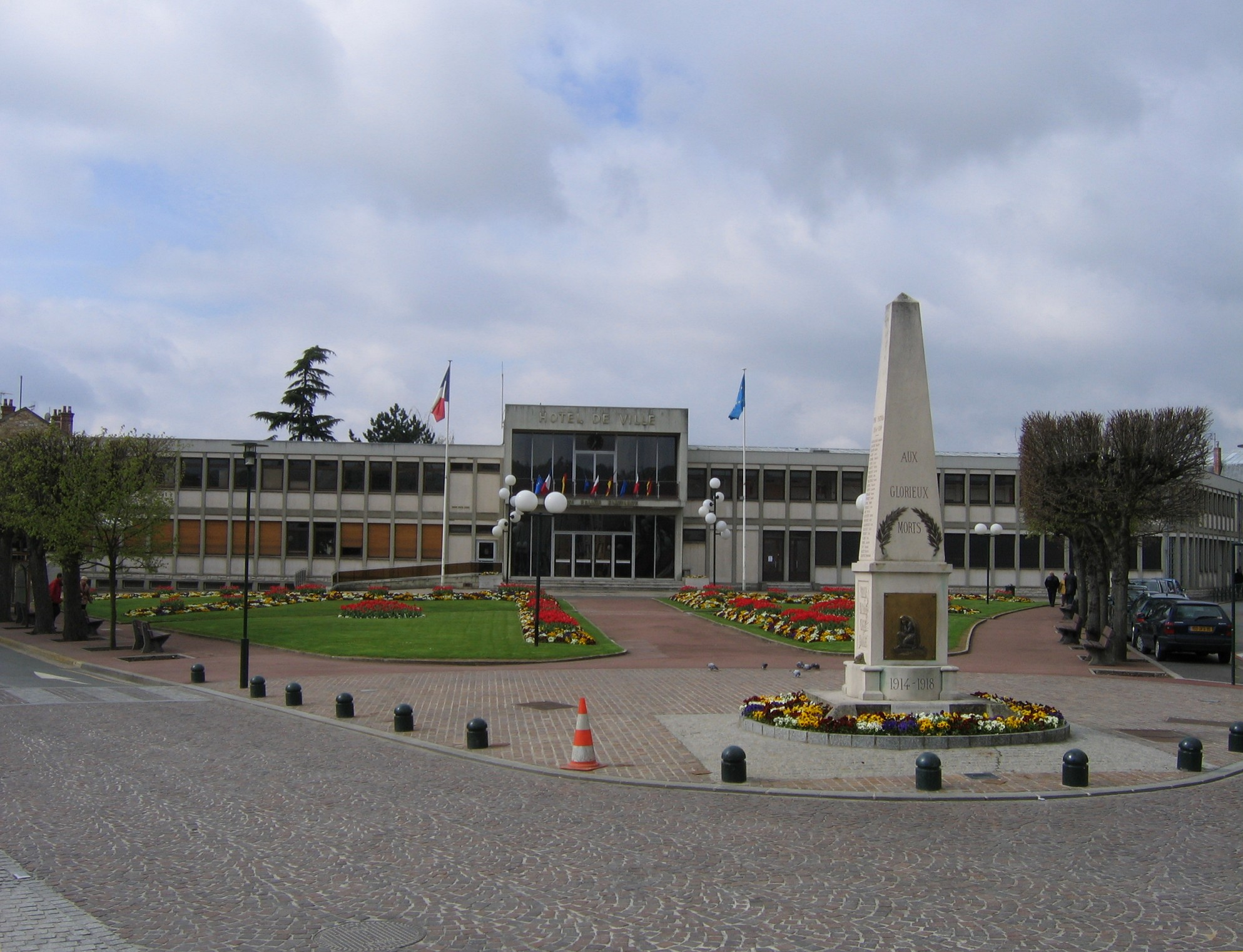
Stadhuis

## Geografie
De oppervlakte van Soisy-sous-Montmorency bedraagt 4,0 km², de bevolkingsdichtheid is 4200,5 inwoners per km².
De onderstaande kaart toont de ligging van Soisy-sous-Montmorency met de belangrijkste infrastructuur en aangrenzende gemeenten.

## Demografie
Onderstaande figuur toont het verloop van het inwonertal (bron: INSEE-tellingen).

## Geboren
- Christophe Agnolutto (1969), wielrenner
- Roxane Fournier (1991), wielrenster